# خان مولطاني

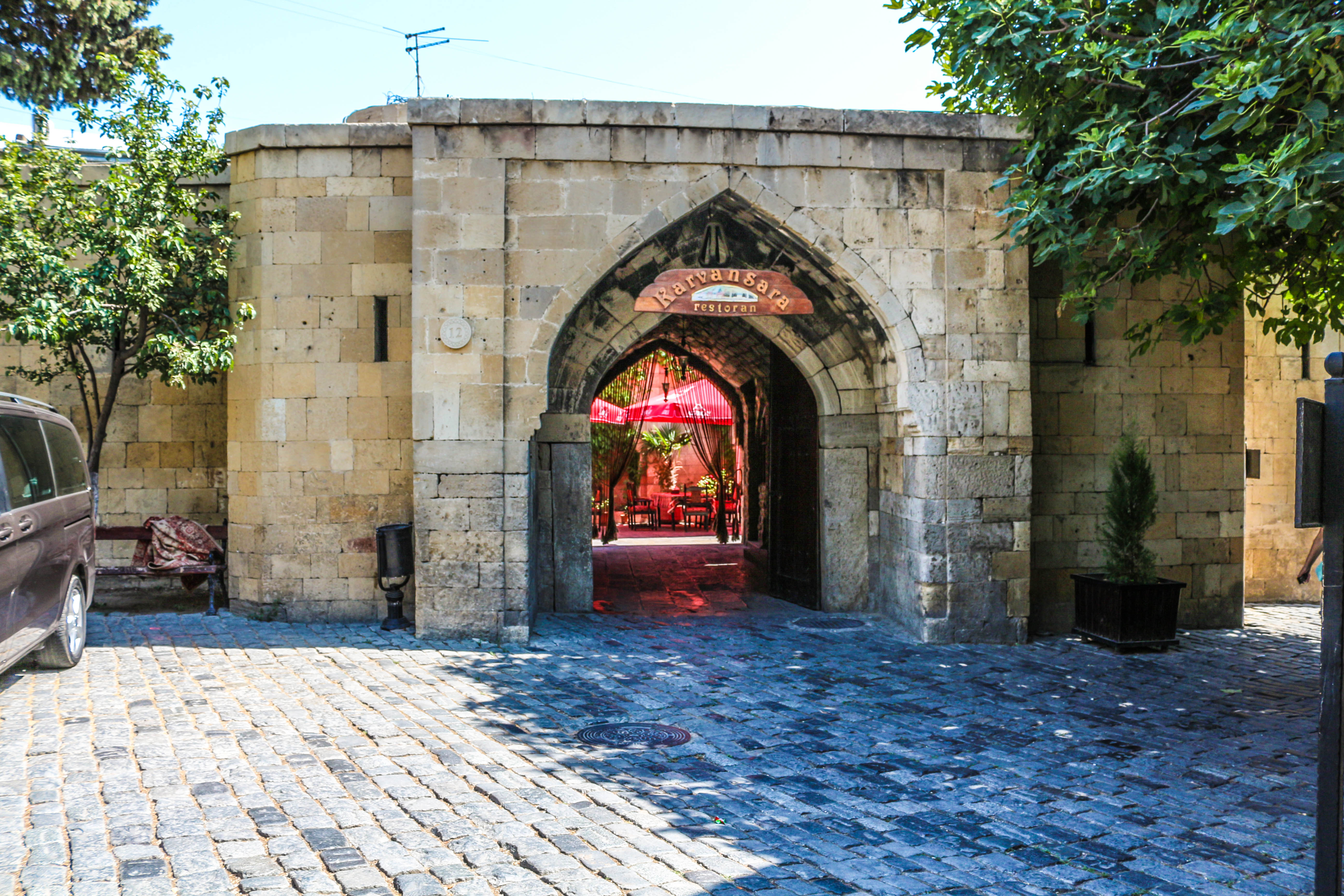
مدخل خان

خان مولطاني هو أثر تاريخي في المدينة القديمة (باكو)، ويعود إلى القرن الرابع عشر. أخذ اسمه «مولطاني» من مدينة باكستان ملتان.

## تاريخه
تأسس خان مولطاني في القرن الرابع عشر. كان خان مولطاني مركز للتسوق، سفارة، وبورصة في هذه المنطقة.
تم تجديد الأثر بين عامي 1973-1974. وقد نجت الواجهة الرئيسية الغربية والغرف الجنوبية الغربية ومنافذ المدخل إلى خان بخارى.

## خصائص المعماري
خان هو في شكل مربع، مصممه في الأسلوب القديم.
في الفناء العديد من الشرفات. يقع طابق أسفل كاروانسراي تحت الأرض، يتكون من ثلاث قاعات كبيرة، إلى طابق أسفل ثلاثة مداخل.
أحد من مداخل الطابق السفلي يخرج إلى برج العذراء.
يسمى باب في خان باسم «سيم - سيم»، و يُذكر الباب المعروف من الحكاية «علي بابا والأربعون لصا». على الجدران تعليق سجاد أذربيجانية قديمة، وزخرفة، وكذلك اللوحات التي تصور باكو. منذ السبعينيات تعامل تحت عنوان «مجمع مطعام خان». في الوقت الحاضر تحميها كنصب معماري على مستوى الأمة من قبل وزارة الثقافة والسياحة في أذربيجان. في القرون الوسطى التجار الذين جاءوا إلى خان. أولًا: أسكن حيواناتهم، وبعد ذلك 
تسلقوا بالسلالم إلى غرف الضيوف. هذا السلم يخرج إلى فناء للطابق الثاني. يتكون خان من عشرة غرف. توقى العراف قديمته أيضًا باستثناء بعض العناصر.